# Acropora tanegashimensis
Acropora tanegashimensis е вид корал от семейство Acroporidae.

## Разпространение
Видът е разпространен в Япония.